# تاتوره

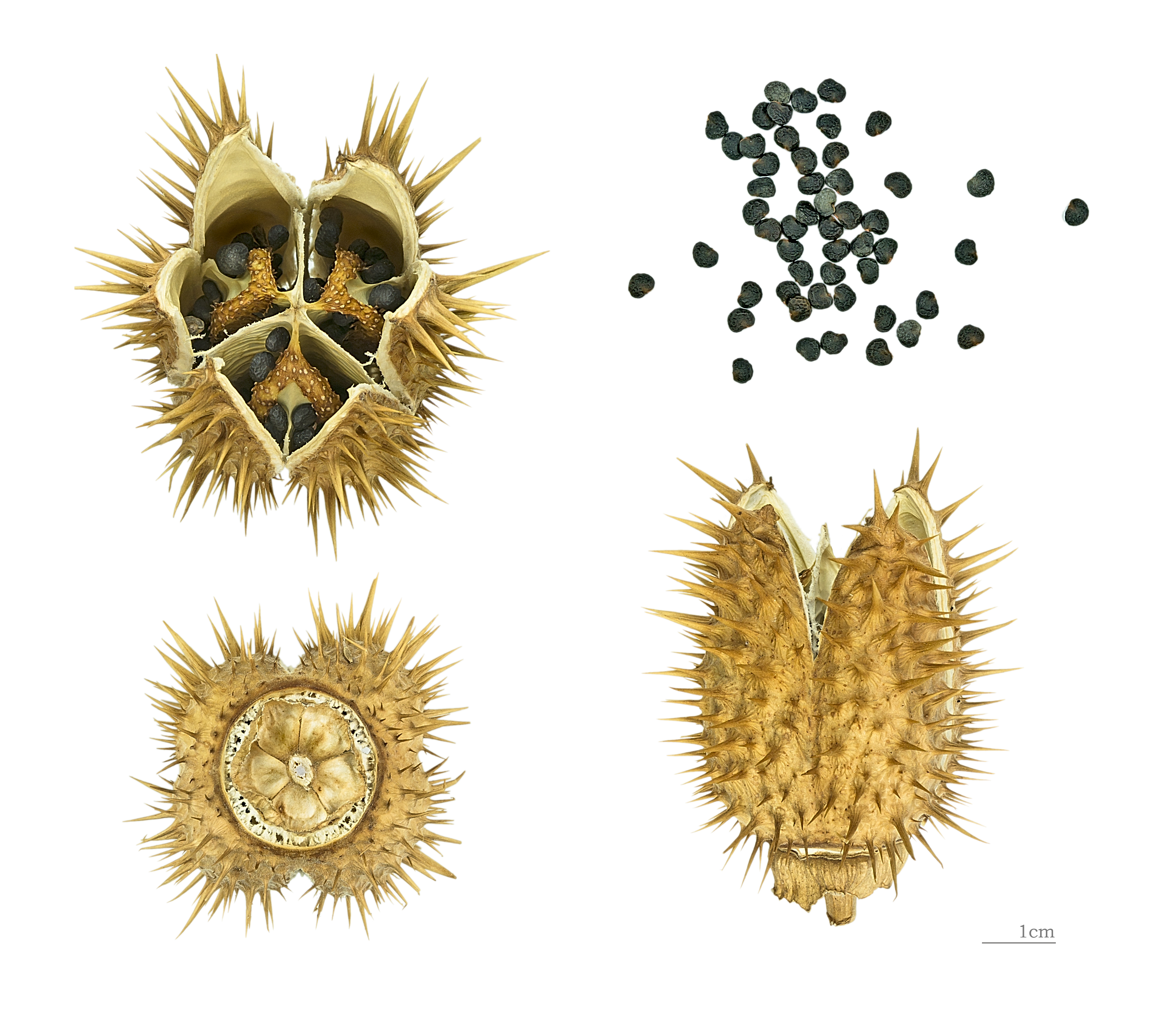
Datura stramonium

داتورا (Datura stramonium L) یا تاتوره، گیاهی یک‌ساله به ارتفاع ۵۰ تا ۲۰۰ سانتی‌متر، از تیره سیب‌زمینی است. تاتوره جزو گیاهان داروئی محسوب می‌شود و یک منبع گیاهی برای آلکالوئیدهای تروپان حاوی یک اتم نیتروژن متیله شده (N-CH3) است که اثرات داروهای آنتی کولینرژیک ( مانند آتروپین و اسکوپولامین) را ایجاد می‌کند. از این گیاه ماده آتروپین به‌دست می‌آید که خاصیت ضدسم دارد ولی مصرف نابجای آن به شدت سمی است. آب موجود در آوندهای این گیاه اگر در چشم ریخته شود باعث بازماندن مردمک چشم می‌شود. اگر جوشانده این گیاه به کسی خورانده شود، اعصاب ارادی انسان برای مدتی غیرارادی می‌شود. و مصرف جوشانده این گیاه به مقدار زیاد باعث مرگ می‌شود.

## معرفی گیاه
تاتوره یک گیاه علفی یکساله‌است که از خرداد تا مهر گل می‌دهد و به احتمال زیاد بومی شمال شرقی آمریکای شمالی می‌باشد و از آنجا به دیگر مناطق آمریکا، اروپا و سایر مناطق دنیا وارد شده‌است. تاتوره در زمین‌های بایر، کنار جاده و نزدیک مناطق مسکونی در ارتفاعات کم تا نسبتاً زیاد در بیشتر مناطق معتدل و نیمه حاره نیمکره شمالی یافت می‌شود. امروزه این گیاه در تمام کشورهای دنیا یافت می‌شود. داروی خام بیشتر در برگ‌های گیاهان گلدار و به ندرت دربذور رسیده وجود دارد. برگ‌ها را در سایه یا در گرمای مصنوعی حدود ۵۰ درجه سانتی گراد خشک می‌کنند. دارو طعم تلخ و شوری دارد. با توجه به اینکه گیاه شدیداً سمی است دقت زیادی هنگام جمع‌آوری باید صورت گیرد. برگ‌ها حاوی آلکالوئیدهای تروپان سمی به مقادیر ۵/۰ درصد بوده و علاوه بر آن بذور حاوی حدود ۲۰ درصد روغن می‌باشند. عمل آلکالوئیدهای تروپان و موارد استفاده آن همانند بذرالبنج و بلادون می‌باشد. دارو بعضی اوقات در سیگارهای ضد تنگی نفس استفاده می‌شود. تاتوره معمولاً به صورت وحشی جمع‌آوری می‌شود. انواع زراعی آنهایی هستند که برای تهیه دارو استفاده می‌شوند به‌خصوص گونه‌هایی که غنی از اسکوپولامین می‌باشند مانند Datura innoxia (مناطق حاره‌ای آمریکا) D.metel (مناطق حاره و نیمه حاره آسیا و آفریقا) یا ارقامی از D.Stramonium به‌خصوص آنهایی که کپسول‌های بدون برآمدگی و محتوای بیشتر آلکالوئید هستند. این گیاه از نیمه دوم قرن شانزدهم در اسپانیا شناخته شده بود و به دیگر کشورها به‌عنوان یک گیاه زینتی وارد شد. یک قرن بعد از این وضعیت خارج شد و به‌عنوان یک گیاه وحشی مستقر گردید.
بازگشت به صفحه خواص دارویی گیاهان
واژه داتورا (DATURA) که به زبان لاتین به این گیاه داده شده احتمالا مشتق از نام تاتوره‌ در زبان سانسکریت یا فارسی است زیرا این نبات اصلاً بومی فلات ایران بوده به نام‌های تاتوله، جوزماش، نبات اهریمنی، علف شیطان و غیره نیز نامیده می‌شود.
دسقوریدس و تئوفراستوس دو تن از علمای قرن اول و دوم یونان این گیاه را جزو نباتات سمی نام برده‌اند. در قدیم این گیاه در داروسازی مصارف زیاد داشته و در طب انسانی و دامپزشکی به کار می‌رفته‌است تاتوره به‌طور وحشی در زمین‌های لم یزرع و کنار جاده‌ها می‌روید. این نبات بومی مشرق زمین بوده منشأ اصلی آن کناره دریای خزر است، در اواسط قرون وسطی به تمام اروپا و بعد به آمریکا و نقاط دیگر برده شده‌است و در اکثر ممالک دنیا به مقدار فراوان وجود دارد تاتوره درخچه ایست یک ساله با ساقه‌ای بی کرک و منشعب به طول ۴۰ سانتی‌متر تا ۲ متر استوانه شکل و به رنگ سبز، قطر ساقه اصلی نسبت به رشد گیاه به ۱–۲ سانتی‌متر می‌رسد. برگ‌های این گیاه معمولا متناوب بوده صفحه آن‌ها پهن و بیضی نوک تیز یا منظم و مدور است طول برگ‌ها ۱۰–۱۲ و عرض شان ۶–۸ سانتی‌متر است اگر کمی از برگ تازه تاتوره را در دست له نمائید بویی تهوع‌آور وغیر مطبوع از آن متصاعد می‌گردد؛ ولی برگ خشک شده بوی خیلی کمتری دارد برگ‌ها گس، قی‌آور و دانه کمی تلخ است گل‌های تاتوره شبیه شیپور و تک تک می‌باشد و در گل بیش از یک یا دو روز دوام ندارد. دانه‌های تاتوره شبیه دانه‌های سماق و شکل شان قلوه‌ای و در دو سطح جانبی صاف و هموار و در سطح زیری و روئی زگیل دار است. رنگ این دانه‌ها سیاه مایل به قهوه‌ای است و بزرگی آن‌ها ۴–۵ میلی لیتر است میوه آن بیضی شکل خاردار و کپسول است که با چهار شکاف باز می‌شود.
ماده سمی این گیاه ماده «داتورین» است. داتورین از سه آلکالوئید آتروپین، هیوسیامین و اسکوپولامین تشکیل یافته‌است. این آلکالوئیدها در نبات به حالت ترکیب با اسید مالیک، اسید اتروپیم و اسید داتوریک وجود دارد که در بین آن‌ها مقدار آلکالوئید هیوسیامین از سایرین بیشتر است.
SINGH & VASHISHTA (۱۹۷۷) اظهار می‌دارند تاتوره بوته‌ای است که در ساحل نهرها می‌روید و دارای یک نوع آلکالوئید است که باعث مسمومیت اعصاب شده و در صورتی که خورده شود باعث نفخ، بی‌قراری، فلج و کوری مطلق و مرگ سریع شتر خواهد شد.
درمان: برای نجات مسموم بایستی سم وارد شده به معده را با استفاده از داروی قی‌آور خارج نمود، زیرا حالت استفراغ غالباً خود به خود ایجاد نمی‌شود و معمولاً از ضد سم هائی نظیر مورفین یا پیلوکارپین استفاده می‌شود خوراندن قهوه غلیظ و محرک‌های مختلف و غیره مفید است.

## تاریخچه
طبق برخی از داستان‌ها کاهنهٔ بزرگ معبد آپولو، پیشگوئیهای خود را بعد از استنشاق دود تاتوره، بر زبان آورده‌است. گیاه اثر قوی افیونی و مخدر دارد و توهم و دوبینی از نتایج آنست.
سرخ‌پوستان بومی جنوب غربی آمریکا، تاتوره را در تشریفات مذهبی مخصوص سن بلوغ و دیگر مراسم خاص خود به کار می‌برده‌اند. ساکنان اولیه آمریکا تاتوره را گیاه خطرناک می‌شناخته‌اند و به آن سیب دیوانه یا سیب شیطان نام داده بودند. مردم حتی از کاشتن تاتوره در باغچه و مزارع خود نیز خودداری می‌کرده‌اند. تاتوره یک گیاه سمی است که اثر افیونی بسیار قوی دارد و شبیه بلادون است و مانند بلادون دارای ارزش دارویی و پزشکی نیز هستند؛ مشروط به آنکه به مقدار دقیق و حساب شده مصرف شود

## زیستگاه طبیعی
گیاه بومی اروپا و غرب آسیا است. در خاکهای حاصلخیز و مرطوب و خاکهای شن دار و اغلب در گودالهای، کنار نهرها، حوضچه‌ها و استخرها می‌روید.

## پزشکی و درمانی
با بررسی اثر ضد دردی عصاره الکلی بذر گیاه تاتوره در موش‌های صحرایی نر دیابتی ناشی از تزریق «استرپتوزوتوسین» انجام شده، واکنش به درد حاد و مزمن ناشی از صفحه داغ و فرمالین به دنبال مصرف «استرتپوزوسین» و دیابتی شدن موش‌های صحرایی به میزان معنی‌داری افزایش پیدا می‌کند. همچنین عصاره الکلی بذر گیاه تاتوره در دوزهای بالای mg/kg/BW ۵۰ توانایی کاهش درد افزایش یافته در آزمون‌های صفحه داغ و فرمالین (به ویژه در ۱۰ دقیقه بعد از تزریق فرمالین) را داراست، اما عصاره گیاه در این دوز و بالاتر بر هیپر آلژزیای مزمن ناشی از تزریق فرمالین اثر معنی‌داری ندارد.

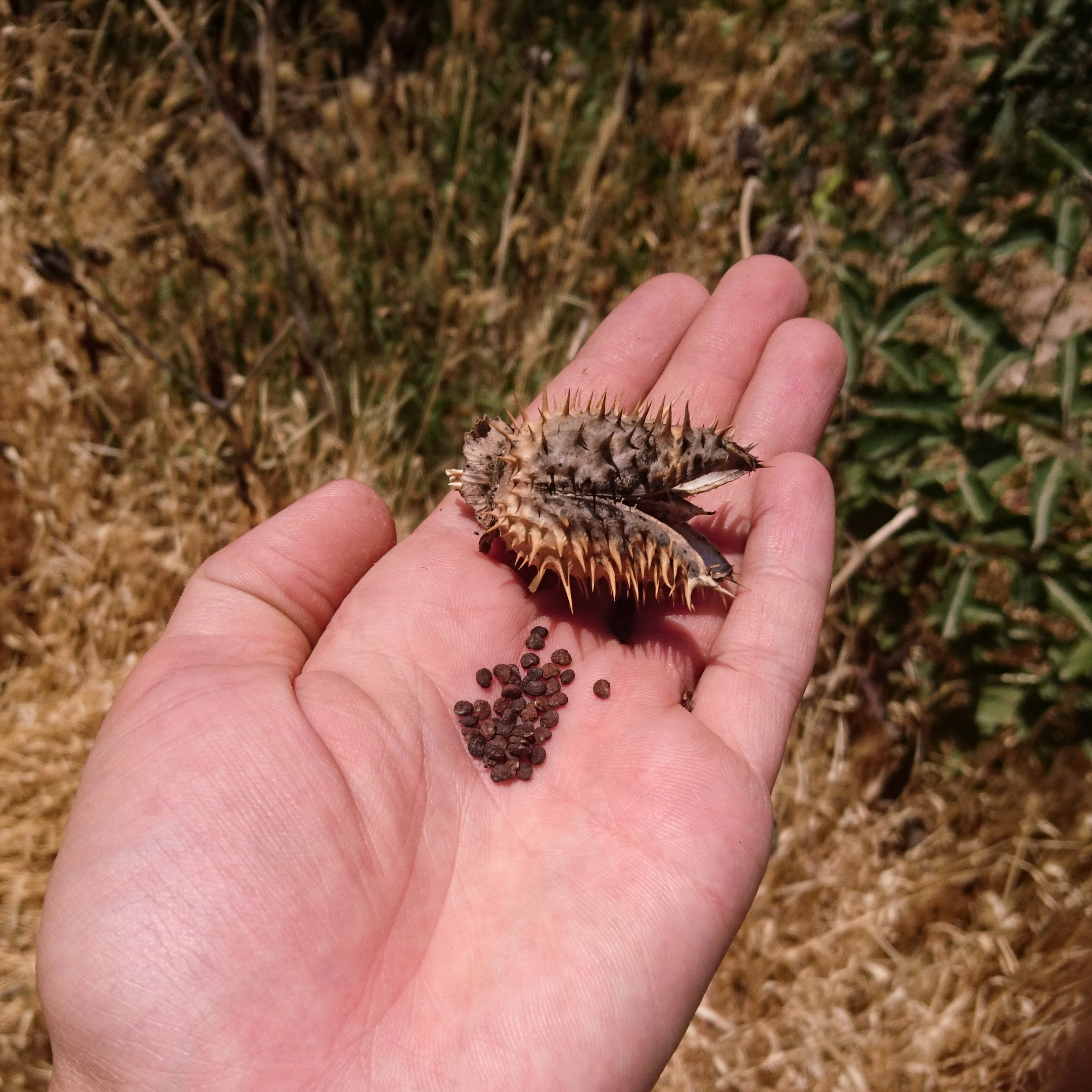
بذرهای تاتوره

دیابت و به ویژه عوارض ناشی از آن که به عنوان یکی از شایع‌ترین بیماری‌ها که در سنین متفاوت و با علل مختلف بروز می‌کند، افراد درگیر را با مشکلات فراوان روبرو کرده‌است. از جمله مهم‌ترین این عوارض افزایش حساسیت به عوامل دردزا (هیپرآلژزی) و در بعضی موارد افزایش آستانه درد (آلودینیای ناشی از نور و پاتی) را می‌توان نام برد. با توجه به آثار سوء و عوارض جانبی داروهای شیمیایی بر بدن بیماران، در دهه‌های اخیر استفاده از طب سنتی به خصوص گیاه درمانی بیشتر مد نظر محققان قرار گرفته‌است.
گیاه تاتوره.Datura stramonium L از گیاهان طبی است که در ایران به عنوان داروی ضد درد خوبی معرفی شده‌است، اما مشخص شده مصرف بی‌رویه این گیاه (در انسان به شکل سیگار) موجب بروز عوارضی مثل افزایش فعالیت ترشحی و حرکت دستگاه گوارشی می‌شود. بررسی‌های انجام شده به وسیله محققان نشان داده‌است که این گیاه حاوی آلکالوئیدهای متعدد تقلیدکننده سیستم پاراسمپاتیک است. ترکیبات آلکالوئیدی مانند آگونیست‌های موسکارینی دارای اثرات ضد دردری قوی هستند، با توجه به این که گیاه تاتوره غنی از این ترکیبات می‌باشد، بنابراین احتمال دارد که این گیاه به خصوص بذر آن که منبع سرشاری از این ترکیبات است، بتواند اثرات ضد هیپرآلژزی از خود نشان دهد.